# Alien Workshop
Alien Workshop is een skateboardbedrijf opgericht in 1990 door Mike Hill en Chris Carter. Het hoofdkwartier staat in Dayton, Ohio. Het is een dochterbedrijf van DNA Distribution.

## Team

### Huidig team
- Anthony van Engelen
- Heath Kirchart
- Rob Dyrdek
- Mikey Taylor
- Grant Taylor
- Tyler Bledsoe
- Omar Salazar
- Dylan Rieder

### Oud-teamleden
- Bo Turner
- Lenny Kirk
- Fred Gall
- Mark Heintzman
- Danny Way
- Josh Kalis
- Steve Berra

## Video's
- Memory Screen
- Timecode
- Photosynthesis

Ook hadden ze een stukje in de film Mosaic van Habitat Skateboards in 2003.